# Droit pakistanais
Le droit pakistanais est l'ensemble des normes constitutionnelles et législatives s'appliquant au Pakistan.

## Sources du droit

### Constitution
La Constitution est la norme fondamentale de l’État. En vertu de l'article 2A, la Résolution objective placée en annexe en fait partie intégrante.

### Droit musulman
Les lois du Pakistan doivent être conformes aux prescriptions du droit musulman. Cependant, l'article 227(3) précise que cette disposition n'affecte pas les citoyens non-musulmans.
Le Code pénal de 1860, modifié par les ordonnances Hudood de 1979, est basé sur le droit pénal musulman.

### Législation
Le pouvoir législatif est confié au Parlement du Pakistan.

### Droit des provinces
En vertu du chapitre 2 de la quatrième partie, les Provinces ont des Assemblées provinciales qui peuvent adopter des normes législatives.

## Sources

## Compléments